# Simon Magus
Simon Magus (literal, Simó el Mag) és una pel·lícula de misteri britànica dirigida per Ben Hopkins i estrenada en 1999. És protagonitzada per Stuart Townsend i va competir en el 49è Festival Internacional de Cinema de Berlín. La pel·lícula porta el títol de Simó el Mag, un home simple interpretat per Noah Taylor que porta per nom el del famós mag del segle I Simó el Mag.

## Sinopsi
Un jueu anomenat Dovid Bendel (Stuart Townsend) intenta donar vida a un poble arruïnat construint una estació de trens. Un ric hisendat, interpretat per Rutger Hauer, accedeix a proporcionar el terreny necessari, amb l'única condició que Dovid llegeixi la seva poesia. Un astut home de negocis (Sean McGinley) també està interessat en el terreny, que tracta de guanyar usant diners i amenaces.

## Repartiment
- Stuart Townsend : Dovid Bendel, el jueu.
- Rutger Hauer : comte Albrecht, The Squire, més interessat en la poesia que en els diners.
- Sean McGinley : empresari.
- Noah Taylor : Simon Magus.
- Ian Holm : el diable.

## Premis
Va participar en la secció oficial del XXXII Festival Internacional de Cinema Fantàstic de Catalunya, on va guanyar el Premi a la millor direcció (Ben Hopkins) i el premi al millor actor (Noah Taylor)